# Sólyom Sándor
Sólyom Sándor (Kaposvár, 1909. február 6. – Budapest, 1984. július 8.) katolikus pap, hittanár, plébános, egyházi író.

## Élete
1938-ban szentelték pappá Vácott. Kiskunmajsán lett káplán, majd 1939-től Újszászon plébános. 1942-től Pestújhelyen hittanár és iskolaigazgató. 1949-től Kispesten hittanár, 1953-ban Budapesten hitoktató felügyelő. 1953-tól Gyömrőn hitoktató, 1954-től Újpesten káplán, 1956-tól Gyömrőn, 1961-től Hódmezővásárhelyt a Szent István plébánia plébánosa.

## Művei
- Ismerd meg magadat!, Budapest, 1946 (4. kiadásː 1947)
- Honnan? Miért? Hová?, Budapest, 1947
- A titokzatos élet, Budapest, 1947 (2. kiadásː 1947)
- több más művet is tervezett megjelentetni,[2] de ezek a kommunista hatalomátvétel után nem jelentek mégsem meg. Hogy elkészültek-e és kéziratban vannak – vagy el sem készültekː nem tudniː
  - Napsugár leszek – „A nagydiáklány, a dolgozó lány és az oltár elé készülő lány napsugaras élethivatása, a 14–24 éves ifjúkor ragyogó szépségében.”[2]
  - Örökifjú – „A nagydiák, a pályát kereső ifjú és az oltár elé tisztán lépő fiatalember nagyrahivatott felkészülése az élethivatásra. A 14–24 éves ifjúkor diadalmas átküzdése.”[2]
  - Asszonyok a vártán – „Az édesanyai magasztos hivatás áldozatos betöltése.”[2]
  - Férfi a viharban – „Az édesapai verejtékes életküzdelem hősiessége a létharcban.”[2]
  - Mielőtt a fa kidől – „Az öregedő ember felkészülése az örök útra az életalkonyban.”[2]
  - Boldogság a boldogtalanságban – „A boldogságkeresés helyes útja, s a boldogság megtalálásának titka a Nyolc boldogság alapján.”[2]
  - A tékozló fiú hazatalál – „A túlvilági örökkévalóság boldogító hite.” (Ez a kötet tartalmazta volna az egész sorozat név- és tárgymutatóját is.)[2]

1940. január 1. és július/augusztus között az újszászi római katolikus egyházközség tudósítója, a Katolikus Szó szerkesztője.